# Denis Ostier
Denis Ostier (geboren in 1993) is een Franse acteur. Hij is vooral bekend vanwege zijn hoofdrol als Hakan Arikan in de politieke dramafilm Exodus (film uit 2025), geregisseerd door de Brits-Turkse filmmaker Serkan Nihat.   

## Vroege leven en opleiding
Ostier werd in 1993 geboren in Parijs, Frankrijk. Tussen 2014 en 2017 studeerde hij acteren aan Acting International in Parijs, een theaterschool die bekendstaat om haar meertalige en multidisciplinaire aanpak. 

## Carrière
Ostier begon in 2019 professioneel te acteren en speelde in diverse korte films en onafhankelijke producties in het Frans, Engels en Turks. Zijn vroege filmcredits omvatten de korte films Humains (2020), À Terre (2020), Bloody Mary (2021), Look at Me (2022) en Lipstick (2022).
In 2022 werd Ostier gecast voor de hoofdrol van Hakan Arikan, een Turkse academicus in ballingschap, in Exodus (2025), een politiek drama over migratie en identiteit onder regie van Serkan Nihat. De film ging wereldwijd in première op 20 juni 2025 via grote digitale platforms, waaronder Apple TV en Amazon Prime Video. De film werd bekroond met de prijs voor "Beste Drama" op het London Independent Film Festival van 2025.
Ostier was ook te zien als hoofdrolspeler in de kerstcommercial van 2023 voor het smartphonemerk HONOR, getiteld Unsung Heroes.

## Filmografie

### Speelfilms
- Exodus (2025) - Hakan Arikan (hoofdrol) [1]

### Korte films
- Mensen (2020) – Sam [6]
- À Terre (2020) – William [9]
- Bloedige Mary (2021) – James Randall [10]

- Kijk naar mij (2022 - kort) – Jason [6]
- Lippenstift (2022) – Pierre [6] [11]

### Televisie
- Qu'une Famille (2019) - Fajitas (1 aflevering) [6]

### Videogames
- Days Gone (2020) – Deek [12]

### Reclames
- EER Kerstadvertentie – "Unsung Heroes" (2023) – Hoofdrol [8] [5]